# کوئنتین دی پارسوال
کوئنتین دی پارسوال (انگلیسی: Quentin de Parseval؛ زادهٔ ۲۱ سپتامبر ۱۹۸۷) بازیکن فوتبال اهل فرانسه است.
از باشگاه‌هایی که در آن بازی کرده‌است می‌توان به باشگاه ورزشی آمیان و باشگاه فوتبال آنژه اشاره کرد.